# HMS Russell (1901)
La HMS Russell fu una corazzata pre-dreadnought della classe Duncan della Royal Navy entrata in servizio nel 1903. Fu perduta a causa di mine tedesche il 27 aprile 1916 davanti a Malta.

## Descrizione tecnica
La HMS Russell fu impostata nel cantiere Palmers Shipbuilding and Iron Company di Jarrow l'11 marzo 1899 e varata il 19 febbraio 1902. Arrivò a Sheerness più tardi lo stesso mese e si diresse verso l'arsenale di Chatham per le prove di macchine e il montaggio dei cannoni. La costruzione della Russell fu completata nel febbraio 1903.

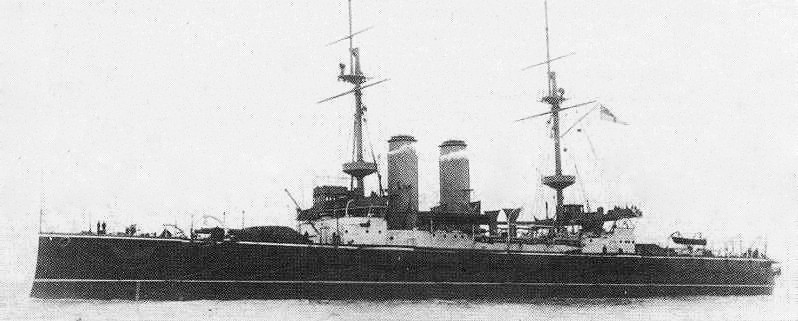
La HMS Russell alle prove di macchina nel 1902

La Russell e le sue cinque sorelle della classe Duncan furono ordinate in risposta agli ampi programmi di costruzione varati da Francia e Russia, particolarmente per le veloci corazzate russe. Furono disegnate come versioni più piccole, più leggere e più veloci della precedente classe Formidable. Si scoprì in seguito che le navi russe non erano così pesantemente armate come si credeva inizialmente e le Duncan le furono quindi molto superiori per il buon bilancio di velocità, potenza di fuoco e protezione.
Il layout della corazza era simile a quello della classe London, con spessore ridotto nelle barbette e nella cintura corazzata.
Le Duncan ebbero 2200 kW di potenza installata più delle Formidable e delle London e furono le prime corazzate britanniche a montare motori a tripla espansione a 4 cilindri. Ebbero anche una diversa carena per aumentare la velocità. Le navi ebbero la reputazione di buone unità da crociera, con una velocità di progetto di 19 nodi e operativa di 18 nodi, ottima manovrabilità ad ogni velocità e rollio dolce. Quando furono completate erano le corazzate più veloci n servizio nella Royal Navy e furono le più veloci pre-dreadnought mai costruite al di fuori della classe Swiftsure.
Ebbero lo stesso armamento sebbene minor dislocamento delle Formidable e London.
Come tutte le pre-dreadnought, la Russell fu surclassata dalle corazzate dreadnought che apparvero nel 1906 ma continuò comunque a svolgere azioni in prima linea per tutta la prima parte della prima guerra mondiale.

## Storia operativa

### Prima della prima guerra mondiale
La HMS Russell fu integrata nel registro della Royal Navy presso il Chatham Dockyard il 19 febbraio 1903 per il servizio nella Mediterranean Fleet, nella quale servì fino all'aprile 1904 quando fu ricollocata nella Home Fleet. Quando la Home Fleet divenne la Channel Fleet nel gennaio 1905, la nave divenne un'unità di essa. Fu trasferita all'Atlantic Fleet nel febbraio 1907. Il 16 luglio 1908 ebbe una collisone con l'incrociatore Venus davanti al Québec ma riportò solo danni minori.
Il 30 luglio 1909 la Russell fu trasferita nuovamente alla Mediterranean Fleet. Sotto la riorganizzazione delle flotta del 1 maggio 1912 la Mediterranean Fleet divenne il 4th Battle Squadron della First Fleet all'interno della Home Fleet e cambiò la sua base da Malta a Gibilterra. La Russell fu trasferita in acque inglesi nell'agosto 1912. Nel settembre 1913 la Russell ebbe l'equipaggio ridotto all'osso e fu messa in riserva attiva e assegnata al 6th Battle Squadron della Second Fleet. A partire dal dicembre 1913 fu l'ammiraglia del 6th Battle Squadron presso il Nore, alla foce del Tamigi.

### Prima guerra mondiale
Quando la prima guerra mondiale iniziò nell'agosto 1914, i piani recitavano che la Russell e le corazzate Agamemnon, Albemarle, Cornwallis, Duncan, Exmouth e Vengeance dovevano unirsi nel 6th Battle Squadron e servire nella Channel Fleet, dove la squadra avrebbe dovuto pattugliare La Manica e coprire i movimenti della British Expeditionary Force verso la Francia. Comunque esistevano anche piani per unire il 6th Battle Squadron alla Grand Fleet e quindi, quando la guerra iniziò, il comandante in capo della Grand Fleet, l'Ammiraglio Sir John Jellicoe, richiese che la Russell e le altre quattro navi sorelle della classe Duncan (Albemarle, Cornwallis, Duncan ed Exmouth) fossero assegnate al 3rd Battle Squadron della Grand Fleet per compiti di pattugliamento per sopperire alla mancanza di incrociatori. Come da accordi il 6th Battle Squadron fu abolito temporaneamente la Russell si unì al 3rd Battle Squadron a Scapa Flow l'8 agosto 1914. Lavorò con gli incrociatori della Grand Fleet nella pattuglia del nord.
La Russell e le sue quattro sorelle della classe Duncan, come anche le corazzate della classe King Edward VII, furono temporaneamente trasferite alla Channel Fleet il 2 novembre 1914 per rinforzare la flotta a causa dell'attività della Marina tedesca nell'area del canale. Il 13 novembre 1914 le navi della classe King Edward VII tornarono alla Grand Fleet, ma l'Albemarle e le altre Duncan rimasero nella Channel Fleet di cui costituirono il 6th Battle Squadron il 14 novembre 1914 con la Russell come ammiraglia di squadra. Questa squadra ebbe il compito di bombardare le basi dei sottomarini tedeschi sulle coste del Belgio ed era basata a Portland, ma fu presto trasferita a Dover. Comunque, a causa della mancanza di difese antisommergibile nel porto di Dover, la squadra ritornò a Portland il 19 novembre 1914. La Russell partecipò al bombardamento di installazioni per sommergibili tedesche nei pressi di Zeebrugge il 23 novembre 1914.
Il 6th Battle Squadron ritornò a Dover nel dicembre 1914, poi fu trasferito a Sheerness il 30 dicembre 1914 per dare il cambio al 5th Battle Squadron che faceva la guardia contro un'ipotetica invasione tedesca del Regno Unito. Tra il gennaio e il maggio 1915 il 6th Battle Squadron fu disperso. La Russell lasciò la squadra nell'aprile 1915 e si unì di nuovo al 3rd Battle Squadron della Grand Fleet a Rosyth. Fu sottoposta ad un raddobbo a Belfast nell'ottobre-novembre 1915.
Il 6 novembre 1915 una divisione della Terza Squadra da Battaglia che consisteva nelle corazzate Hibernia (l'ammiraglia), Zealandia, Albemarle e Russell fu distaccata dalla Grand Fleet per rinforzare la squadra britannica dei Dardanelli nella campagna di Gallipoli nell'omonima penisola. L'Albemarle dovette tornare indietro quasi immediatamente a causa di gravi danni subiti a causa del brutto tempo, ma le altre navi continuarono verso il Mediterraneo, dove la Russell prese servizio nella zona dei Dardanelli nel dicembre 1915, facendo base a Mudros con l'Hibernia. L'unica azione della campagna a cui partecipò fu l'evacuazione di Capo Helles dal 7 al 9 gennaio 1916 e fu l'ultima corazzata britannica a lasciare la zona. Nel gennaio 1916 diventò ammiraglia di divisione al posto dell'Hibernia.
Dopo la fine della campagna dei Dardanelli la Russell rimase nel Mediterraneo orientale.

### Affondamento
La Russell stava navigando davanti a Malta la mattina del 27 aprile 1916 quando colpì due mine navali posate dal sottomarino tedesco U-73. Scoppiò un incendio nella zona poppiera e fu passato l'ordine di abbandonare la nave. Dopo l'esplosione vicina alla torretta poppiera da 305 mm iniziò ad inclinarsi pericolosamente. Comunque, affondò lentamente, permettendo alla maggioranza dell'equipaggio di salvarsi. Morirono 27 ufficiali e 98 marinai. John H. D. Cunningham era a bordo della nave e sopravvisse all'affondamento; un giorno sarebbe diventato Primo Lord del Mare.